# Hampden Sydney
Hampden Sydney is een plaats (census-designated place) in de Amerikaanse staat Virginia, en valt bestuurlijk gezien onder Prince Edward County.

## Demografie
Bij de volkstelling in 2000 werd het aantal inwoners vastgesteld op 1264.

## Geografie
Volgens het United States Census Bureau beslaat de plaats een oppervlakte van
11,5 km², geheel bestaande uit land. Hampden Sydney ligt op ongeveer 150 m boven zeeniveau.

## Plaatsen in de nabije omgeving
De onderstaande figuur toont nabijgelegen plaatsen in een straal van 28 km rond Hampden Sydney.